# 森淳司
森 淳司（もり あつし、1925年2月18日 - ）は、日本の国文学者。学位は、文学博士（日本大学・論文博士・1978年）。日本大学名誉教授。

## 略歴
神奈川県生まれ。1948年日本大学法文学部国文科卒業。日本大学文理学部助教授、教授、1978年「柿本朝臣人麻呂歌集の研究」で、文学博士の学位を日本大学より取得。95年定年退任、名誉教授。

## 著書
- 『万葉とその風土』桜楓社 1975
- 『柿本朝臣人麻呂歌集の研究』桜楓社 1976

### 共編著
- 『万葉集』秋葉安太郎,竹内金治郎共編 桜楓社 1976
- 『万葉集論攷』1 編 笠間書院 1979
- 『万葉集歌人事典』犬養孝,五味智英,小島憲之編集顧問 大久間喜一郎,針原孝之共編 雄山閣 1982
- 『万葉集研究入門ハンドブック』編 雄山閣出版 1988
- 『新潮古典文学アルバム 万葉集』俵万智共著 新潮社 1990
- 『恋ひて死ぬとも 万葉集相聞の世界』林田正男共編 雄山閣出版 1997
- 『万葉集 訳文』編 笠間書院 1997

### 記念論文集
- 『万葉の課題 森淳司博士古稀記念論集』翰林書房 1995